# Jon Bass
Jonathan Bass, detto Jon (Bellaire, 22 settembre 1988), è un attore statunitense, attivo in campo teatrale, cinematografico e televisivo.

## Biografia
Nato in una famiglia ebrea di Bellaire, Jon Bass ha studiato all'Università di Boston, laureandosi nel 2011. L'anno successivo ha fatto il suo esordio a Broadway rimpiazzando Josh Gad come co-protagonista del musical The Book of Mormon.
Dopo aver debuttato sul piccolo schermo nel 2014 con Girls, ha recitato in piccoli ruoli in The Newsroom ed American Horror Story, prima di ottenere il successo con il ruolo principale di Sam nella serie TV Miracle Workers. Sul grande schermo ha recitato in numerosi film, tra cui Loving - L'amore deve nascere libero, Baywatch e Molly's Game.

## Filmografia parziale

### Cinema
- Loving - L'amore deve nascere libero (Loving), regia di Jeff Nichols (2016)
- Baywatch, regia di Seth Gordon (2017)
- Molly's Game, regia di Aaron Sorkin (2017)
- Dog Days, regia di Ken Marino (2018)

### Televisione
- Girls - serie TV, 1 episodio (2014)
- The Newsroom - serie TV, 2 episodi (2014)
- American Horror Story - serie TV, 1x9 (2016)
- Miracle Workers - serie TV, 24 episodi (2019-2021)
- She-Hulk: Attorney at Law - serie TV (2022)
- Grey's Anatomy - serie TV, s19 Ep 14

## Doppiatori italiani
Nelle versioni in italiano delle opere in cui ha recitato, Jon Bass è stato doppiato da:
- Gabriele Patriarca in Baywatch, Molly's Game, Dog Days, Miracle Workers
- Jacopo Venturiero in Loving - L'amore deve nascere libero, Stumptown
- Francesco Silella in She-Hulk: Attorney at Law
- Alessandro Capra in Super Pumped
- Federico Talocci in Grey's Anatomy